# Claude Lyneis
Claude Lyneis (* 17. April 1943 in Santa Monica) ist ein US-amerikanischer Physiker, der sich mit Beschleuniger-Physik und Elektron-Zyklotron-Resonanz-Ionenquellen (ECR Ionenquellen) befasst.
Lyneis studierte an der University of Washington mit dem Bachelor-Abschluss in Physik 1965 und wurde 1974 an der Stanford University bei Alan Schwettman promoviert. 1973/74 war er am Institut für Experimentelle Kernphysik am Kernforschungszentrum Karlsruhe und danach wieder an der Stanford University im Hochenergiephysik-Labor, wo er am Superconducting Accelerator SCA arbeitete. Ab 1981 war er Wissenschaftler am Lawrence Berkeley National Laboratory als Programmleiter am 88-Inch Zyklotron. Daneben leitete er die Entwicklung von ECR Ionenquellen für Schwerionenbeschleuniger. Ab 1989 war er Senior Physicist des Labors. 2008 bis 2011 war er Stellvertretender Direktor für Kernphysik am Labor und seit 2009 ist er dort Gruppenleiter für ECR-Quellen für Beschleuniger. Er arbeitet an supraleitenden ECR Quellen für den Einsatz am geplanten Rare Isotope Accelerator.
Von ihm und seiner Gruppe entwickelte ECR Ionenquellen kamen unter anderem an den Schwerionenbeschleunigern des Argonne National Laboratory, der Universität Jyväskylä in Finnland und an dem der Michigan State University zum Einsatz.
2001 erhielt er den Tom-W.-Bonner-Preis für Kernphysik mit Richard Geller. Er ist Fellow der American Physical Society (1999).